# ヒデヨシ (テレビ番組)
『ヒデヨシ』は、一部TBS系列局で放送された中部日本放送（CBC）製作のバラエティ番組。製作局のCBCテレビでは2002年4月20日から2005年10月7日まで放送。

## 概要
CBCテレビが「三英傑番組（『ノブナガ』『ヒデヨシ』『イエヤス』）」と称していた深夜番組の1つで、品川庄司の品川祐と庄司智春がレギュラーを務めていた。番組タイトルは、戦国武将の豊臣秀吉に由来する。この番組以前に品川庄司が担当していた『月イチ品庄』という番組で、品川が「『ノブナガ』という番組をやっているのなら、僕らは『ヒデヨシ』という番組をやりたい」と語っていたことが番組およびタイトルの由来とも言われている。この番組は、当初は家族・友人・恋人などにお願いしたい事や伝えたい事がある依頼者の手伝いをする企画を主軸にしていた。品川庄司ほかレギュラー陣は、隠しカメラで状況を見ながらイヤホンで依頼者に指示を出して行動させ、最後に本人の口からお願いや伝えたい事を切り出させていた。企画の目玉に「お友達作戦」というのがあったが、これはレギュラー陣が変装をして依頼者の友人に成りすまし、部屋に直接乗り込んで手助けをするというもので、正体が知られたら失敗とされた。その後、品川庄司の顔が知られてきたためにこの企画は消滅し、以後は週替わりで様々な企画を行うようになった。殆どの期間においては土曜深夜の『ノブナガ』の直後の時間帯に放送されていたが、2005年4月8日放送分からは金曜深夜に放送されるようになった。また、その際にオープニングを一新した。2005年の総集編SPでは品川が「『ノブナガ』とこの『ヒデヨシ』の時間をひっくり返す」と意気込んでいたが、金曜深夜枠へ移動したことでそれは叶わないものとなった。この番組の終了後、品川庄司の2人は引き続き同枠後継番組の『うちあげ』でレギュラーを務めた。

## ミツヒデ
『ノブナガ』終了直後からこの『ヒデヨシ』放送開始前までのわずかな時間を使って放送されていた関連ミニ番組で、主に『ヒデヨシ』本編の予告を行っていた。CBCテレビでの放送時間は毎週土曜 25:50 - 25:55。同タイトルでの放送期間は2002年4月27日から2004年10月2日までだが、それ以前からもタイトルが異なるだけで同じ内容のミニ番組が放送されていた（例：2002年4月20日放送分『藤吉郎といえば？』）。

## 出演者

### レギュラー
- 品川祐（品川庄司）
- 庄司智春（品川庄司）

### 準レギュラー
- 安田美沙子 - 2002年10月から2003年10月頃まで出演。
- 若槻千夏 - 2003年10月から2004年10月頃まで出演。
- 杏さゆり - 2003年10月から2004年10月頃まで出演。

以下の出演者たちは週替わりで出演。
- 佐藤寛子 - 2004年10月から番組終了まで出演。
- 小阪由佳 - 2004年11月20日放送分から番組終了まで出演。
- ほしのあき - 2004年8月7日放送分の「サマーリクエスト2004」で初出演して以来、不定期で出演していた。
- 臼田あさ美 - 2004年に[いつ?]一度だけ出演。

### 主なゲスト
- 山口もえ - 「そこも知りたい 特捜!品庄リサーチ!」に出演。
- 長州小力 - 「街角格言王」に出演。
- 出川哲朗 - 「いただキン!美宝堂リベンジ」に出演。
- 野々村真 - 「そこも知りたい 特捜!品庄リサーチ!」に出演。
- 間寛平 - 「街角格言王」に出演。

### ナレーター
- 中西直輝（当時CBCアナウンサー）

## 主な企画
グルメスロット
出演者が料理店でメニューの中から1品ずつ選び、出演者全員の注文が一致していたら食べられるというルールで行われていた企画。1人でも違う料理を注文した者がいれば全員食べられず、代わりにスタッフが食べていた。
いただキン
出演者たちが訪れた店の商品を1つ隠し、その店の店員あるいは店長は「何を隠したか」を5分以内に当てる企画。当てられなかった場合はその商品を只で獲得できたが、当てられた場合は購入しなければならなかった。
そこも知りたい 特捜!品庄リサーチ!
CBCテレビの情報番組『そこが知りたい 特捜!板東リサーチ』で一度取材が行われた場所まで行く企画。
一流を味わう
あらゆるものの「一流」を見たり体感したりしていた企画。

## スタッフ
- ディレクター - 松尾浩康、斉藤龍昭、原慎弥、大田光宣
- プロデューサー - 岩井富士夫、須原健太郎、井上淳（吉本興業東海支社）、水本章（吉本興業東海支社）
- 制作協力 - 吉本興業東海支社
- 製作 - CBC

## 放送局
| 放送対象地域   | 放送局             | 系列    | 放送日時                                                                                   | 備考   |
| -------------- | ------------------ | ------- | ------------------------------------------------------------------------------------------ | ------ |
| 中京広域圏     | 中部日本放送       | TBS系列 | 土曜 25:55 - 26:25 （2002年4月 - 2005年4月） 金曜 25:10 - 25:40 （2005年4月 - 2005年10月） | 製作局 |
| 富山県         | チューリップテレビ | TBS系列 | 木曜 24:15 - 24:45 （期間不明） 土曜 25:40 - 26:10 （期間不明）                            |        |
| 岡山県・香川県 | 山陽放送           | TBS系列 | 月曜 25:25 - 25:55 （期間不明） 月曜 25:00 - 25:30 （期間不明）                            |        |